# Koutajoki (vattendrag i Finland)
Koutajoki är ett vattendrag i Finland.   Det ligger i landskapet Lappland, i den norra delen av landet, 700 km norr om huvudstaden Helsingfors. Koutajoki  ingår i Koundaälvens huvudavrinningsområde.  